# Steven Levitan

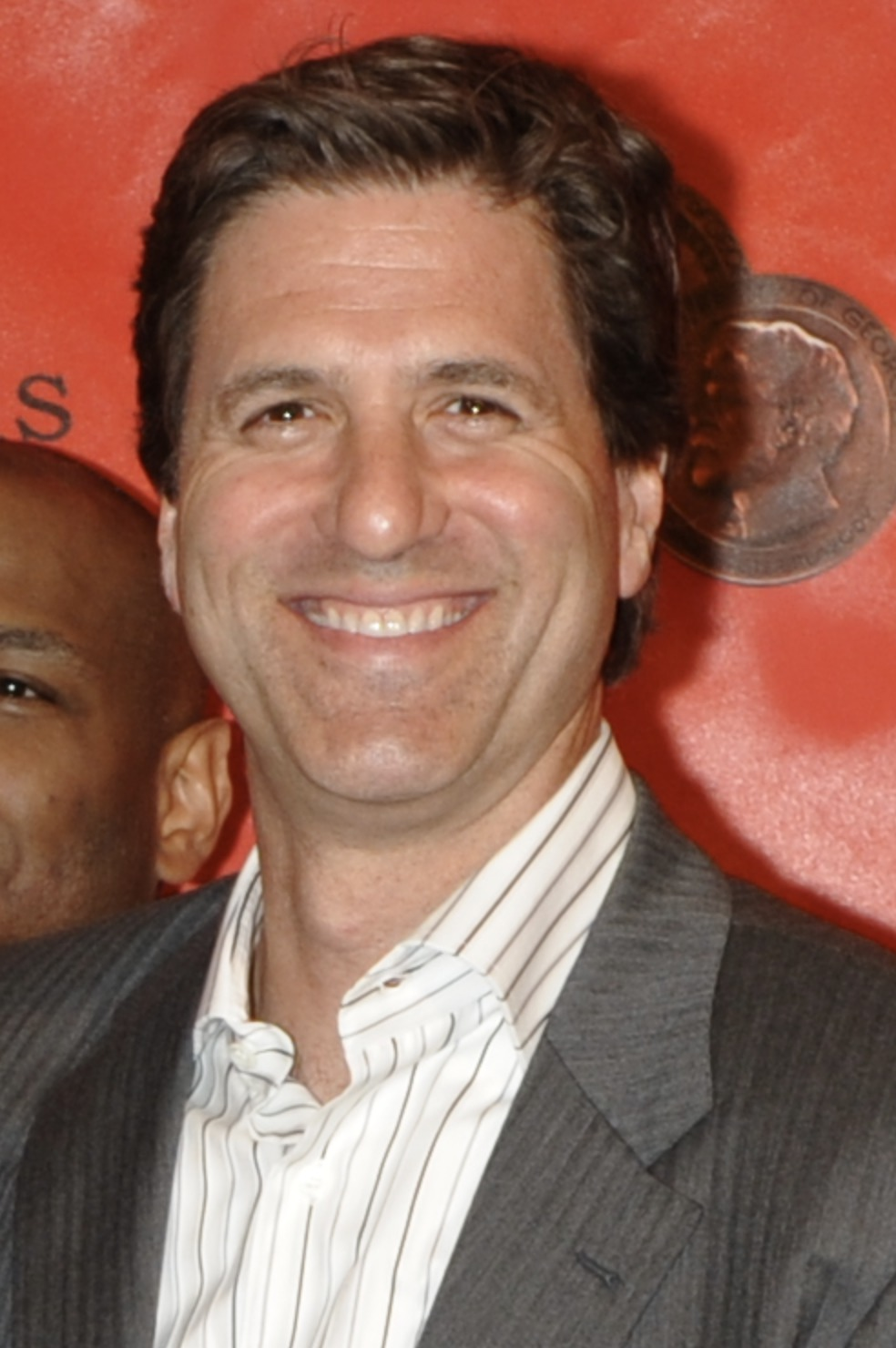
Steven Levitan, 2010

Steven E. Levitan (* 6. April 1962 in Chicago, Illinois) ist ein US-amerikanischer Drehbuchautor, Fernsehregisseur und Filmproduzent.

## Leben
Levitan wurde in Chicago, Illinois, geboren und wuchs dort jüdisch auf. Er besuchte, die Glenbrook South High School und studierte von 1980 bis 1984 an der University of Wisconsin–Madison. Sein Studium schloss er mit einem Bachelor in Journalismus ab.
1989 zog Levitan nach Los Angeles. In den 1990ern arbeitete er als Drehbuchautor für die Serien The Critic, Überflieger und Frasier. Im Jahr 1997 startete seine eigene Fernsehserie Just Shoot Me – Redaktion durchgeknipst. Die Serie war ein Erfolg und lief bis 2003.
Für den Sender ABC produzierte Levitan zusammen mit Christopher Lloyd die Mockumentary-Serie Modern Family. Die Serie war ein sehr großer Erfolg und erhielt Dutzende Preise und Auszeichnungen. Nach fast 11 Jahren und 11 Staffeln endete diese am 8. April 2020.
Levitan ist seit 1992 verheiratet und hat drei Kinder. Er lebt in Los Angeles.

## Filmografie (Auswahl)
- 1991–1995: Überflieger (Wings, Fernsehserie)
- 1994: The Critic (Fernsehserie)
- 1994–1995: Frasier (Fernsehserie)
- 1997–2003: Just Shoot Me – Redaktion durchgeknipst (Just Shoot Me!, Fernsehserie)
- 1999–2000: Männer ohne Nerven (Stark Raving Mad, Fernsehserie)
- 2002–2004: Greg the Bunny (Fernsehserie)
- 2005–2006: Pamela Anderson in: Stacked (Stacked, Fernsehserie)
- 2009–2020: Modern Family (Fernsehserie)
- 2022: Reboot (Fernsehserie)